# Макманус, Джозеф (боевик ИРА)
Джозеф Эдвард «Джо» Макманус (англ. Joseph Edward "Joe" MacManus, ирл. Seosamh Mac Mághnais; 23 мая 1970, Харлсден, Лондон — 5 февраля 1992, Беллик, графство Фермана) — волонтёр Слайгоской бригады «временного» крыла Ирландской республиканской армии, убитый британскими солдатами во время столкновения около местечка Беллик в графстве Фермана, Северная Ирландия.

## Биография

### Ранние годы
Макманус родился на северо-западе Лондона в районе Харлсден, где проживала большая ирландская община. Его отец, Шон Маккманус, родился около Блкэлайона, в графстве Каван Республики Ирландия, а в Лондон он переехал в 1960-е годы с целью поиска работы. Там он встретил свою будущую супругу, Хелен Макговерн (англ. Helen McGovern), уроженку деревни Гленфарн графства Литрим Республики Ирландия. Семья вернулась в 1976 году в Ирландию в квартал Могерабой города Слайго, чтобы дети могли получить образование в Ирландии.
Джо окончил начальную школу урсулинок на Стрэндхилл-Роуд в Слайго, а затем поступил в национальную школу Святого Иоанна и малых братьев Марии на Темпл-Стрит в Слайго, после чего обучался в Саммерхиллском колледже и Технологическом институте Слайго. Макманус играл в футбол за команды «Колледжиенс» и «Коринтианс» в колледже, а также в гэльский футбол за команды «Сент-Мэри» и «Кулера».
Шон Макманус вскоре стал мэром Слайго, а затем и секретарём Слайгоского комитета блока против H в 1980-е годы. Также он стал первым мэром в Ирландии от партии Шинн Фейн с момента начала вооружённого конфликта, а в 1998 году участвовал в подписании Белфастского соглашения. Младший брат Джо, Крис, является членом городского совета Слайго от партии Шинн Фейн и членом исполнительного комитета Ardfheis

### Паравоенная деятельность
В 1987 году Джозеф Макманус присутствовал на похоронах боевика Джима Лины, погибшего в засаде в Лафголле. Через год он вступил в Слайгоскую бригаду «временного» крыла Ирландской республиканской армии. С 1991 года он состоял в отряде активной службы из Бэллишэннона, который пришёл на смену Западно-Ферманской бригаде, расформированной после теракта в Эннискиллене. Изначально Макманус занимался небольшими действиями — доставка боеприпасов, сбор разведывательных данных и посещение учебных лагерей в регионе. 2 февраля 1992 он с остатками своего звена в лице боевиков Джеймза Хьюза (англ. James Hughes), Конора О’Нила (англ. Conor O'Neill) и Ноэля Мэги (англ. Noel Magee) встретился на конспиративной квартире в Бэллишэнноне, чтобы договориться о планах операции на следующей неделе.

### Гибель
3 февраля 1993 Макманус со своим отрядом пересёк границу и вышел к дому фермера Пэта Лафрана. Лафрану приказали выманить солдата Ольстерского оборонного полка, капрала 4-го батальона и по совместительству охранника Ферманского городского совета Эрика Гласса (англ. Eric Glass) — в качестве предлога Лафран должен был сказать, что служебная собака Гласса напала на кого-то из членов семьи фермера. Утром 5 февраля Гласс прибыл к воротам дома на автомобиле, но там его ожидала засада — на приказы выйти из машины он не отреагировал, и боевики открыли огонь по машине. Гласс выхватил пистолет, зарядил его и положил на пассажирское сиденье. Развязалась перестрелка, в ходе которой Гласс был тяжело ранен: его бедренная кость была раздроблена и проткнула кожу, однако капрал отбился от нападения. Макманус был смертельно ранен в перестрелке.
Капрал Гласс был награждён медалью «За выдающееся поведение» и медалью Королевы «За отвагу», став лучшим из Ольстерского оборонного полка по числу наград. Отчёт о нападении был опубликован в газете Belfast News Letter. Джозефа Макмануса похоронили на городском кладбище Слайго.

## Память
- Отделение (каманн) Шинн Фейн в Слайго носит имя Джозефа Макмануса, и ежегодно в Слайго представители отделения выступают с памятной речью о погибшем. В своё время её читали Кевин О'Калин[англ.], Пэт Дохерти[англ.], Пирс Дохерти[англ.], Энгус О'Сноди[англ.] и Джерри Адамс[13][14][15].
- В 2002 году был поставлен памятник Джо Макманусу, Энтони Макбрайду[англ.] и Кирану Флемингу[англ.], однако место было выбрано крайне неудачно — недалеко от памятника в 1988 году боевиками ИРА были убиты протестантские рабочие Уильям Хассард и Фредерик Лав[16][17][18]. Однако, со слов представителя партии, семьи Флемингов, Макманусов и Макбрайдов и не подумали даже переносить памятник[19].